# کتسن‌البوگتن
شهر کتسن‌البوگتن (به آلمانی: Katzenelnbogen) در ایالت راینلند-فالتز در کشور آلمان واقع شده‌است.